# Тобин, Джозеф Уильям
Уильям Джозеф Тобин (англ. Joseph William Tobin; род. 3 мая 1952, Детройт, Уэйн, Мичиган, США) — американский кардинал и ватиканский куриальный сановник, редемпторист. Титулярный архиепископ Оббы со 2 августа 2010 по 18 октября 2012. Секретарь Конгрегации по делам институтов посвящённой жизни и обществ апостольской жизни со 2 августа 2010 по 18 октября 2012. Архиепископ Индианаполиса с 18 октября 2012 по 7 ноября 2016. Архиепископ Ньюарка с 7 ноября 2016. Кардинал-священник с титулярной церковью Санта-Мария-делле-Грацие-а-Виа-Трионфале с 19 ноября 2016.

## Биография
Джозеф Уильям Тобин родился в Детройт,е округ Уэйн, Мичиган, 3 мая 1952 года и был самым старшим из тринадцати детей. В конце стези своего обучения в Конгрегации Святейшего Искупителя (Редемптористы), он дал свои временные обеты 5 августа 1972 года и вечные обеты 21 августа 1976 года. Он был рукоположен в священника 1 июня 1978 года.
В 1975 году он получил степень бакалавра в философии от Колледжа Святейшего Искупителя, Уотерфорд, Висконсин в 1977 году и в 1979 году магистра в религиозном образовании, магистра богословия (пастырское богословие) в главной семинарии Святого Альфонса (Нью-Йорк).
С 1979 до 1984 год Тобин был викарием прихода Святейшего Искупителя, в Детройте. Этот же самый приход играл тогда служение пастырей, с 1984 по 1990 год. С 1990 по 1991 год служил пастором прихода Святого Альфонса, в Чикаго, штат Иллинойс. Он служил епископским викарием по митрополии Детройта с 1980 по 1986 год, он предложил своё сотрудничество местному епархиальному брачному трибуналу.
Отец Тобин был избран генеральным советником отцов-редемптористов в 1991 году и 9 сентября 1997 года был избран генеральным настоятелем, подтвержден для следующего срока на этом посту 26 сентября 2003 года. В этом же самом году он стал вице-президентом Союза генеральных настоятелей.
Джозеф Тобин был также членом Совета по отношениям между Конгрегацией по делам институтов посвящённой жизни и обществ апостольской жизни и Международного союза генеральных настоятелей с 2001 по 2009 год.
Отец Тобин потратил 2010 год, беря длительный отпуск, будучи прикомандированным к Блэкфрайерс Холлу, Оксфорд, и оставаясь с братьями Де Ла Салля. Он преследовал свой интерес в повышении секулярной и светской культуры, посещая семинары социолога религии и антрополога Питера Кларка, учась в институте Лас Касас и беря занятия в Блэкфрайерсе.
Тобин владеет английским, испанским, французским, итальянским и португальским языками.

## Епископское служение
2 августа 2010 года Джозеф Тобин был назначен Секретарём Конгрегации по делам институтов посвящённой жизни и обществ апостольской жизни и в то же самое время титулярным архиепископом Оббы.
Тобин — второй американский клирик, который занимает этот пост. (В 1969 году, отец Эдвард Хестон из Конгрегации Святого Креста, выходец из штата Огайо, был назван секретарём папой римским Павлом VI).
В мае 2009 года Тобин был назван, чтобы наблюдать за принесением обетов мужчинами, элементом предстоящей апостольской визитации Церкви в Ирландии, которая по сообщениям намечена, в стадии реализации, и прибудет в сентябре 2010 года.
Тобин получил свою епископскую хиротонию, 9 октября 2010 года, в Риме. Возглавлял ординацию кардинал Тарчизио Бертоне — государственный секретарь Святого Престола, которому помогали и сослужили кардинал Агостино Валлини — генеральный викарий Рима и кардинал Франц Роде — префект Конгрегации по делам Институтов Посвящённой Жизни и Обществ Апостольской Жизни, непосредственный начальник Тобина.
Тобину сказали двумя неделями ранее, чем объявление было сделано. Он вспоминает, что «я красил дом моей мамы в Онтарио, когда телефон зазвонил. Голос на другом конце сказал, что это был кардинал Бертоне, и моя первая мысль была о том, что это была шутка…, вы знаете, я подумал, возможно, что это был один из дурачившихся редемптористов. Быстро, тем не менее, я понял, что это действительно было Бертоне, и он сказал, что Святой Отец хочет, чтобы Вы делали это. Моей первой реакцией должно была сообщить ему, что это выше моей головы, я мог дать ему имена пяти человек гораздо более квалифицированных, чем я, чтобы делать эту работу. Я полностью серьёзно относился к этому. Но Кардинал Бертоне сказал что, это не то, чего хочет Святой Отец. Он сказал, что я мог взять неделю десять дней, чтобы подумать об этом, так что бы я поговорил с своими настоятелями, моими самыми близкими друзьями в религиозной жизни и с моим духовным наставником».
Тобин сказал, так же: «Но моя надежда это, что отношения Ватикана с поместными церквями могут быть своего рода творческим напряжением. Я думаю, что жизнь без напряжения была бы очень скучна и бесполезна. Мы не можем идти, мы не можем говорить, мы не можем петь без напряжения. Вы должны иметь напряжение в ваших вокальных аккордах и вашей спине, уже не говоря о гитаре. Однако, напряжение может быть разрушительным. Вызов должен распознать разнообразие даров и многообразие церквей и одного Духа, который объединяет нас. И я думаю что это приключение длинною в жизнь».
Архиепископ Тобин будет ответствен за апостольскую визитацию американских монахинь, ожидает закончиться в конце 2011 года, и также помогать наблюдать за визитацией Легионеров Христа, которая привела к недавнему решению папы римского Бенедикта XVI назначить апостольского делегата к ордену, архиепископа Велазио Де Паолиса.

## Архиепископ Индианаполиса и Ньюарка
18 октября 2012 года, Папа Бенедикт XVI назначил архиепископа Тобина архиепископом Индианаполиса.
7 ноября 2016 года, Папа Франциск назначил архиепископа Тобина архиепископом Ньюарка.

## Кардинал
9 октября 2016 года, во время чтения молитвы Ангелус Папа Франциск объявил, что будут созданы новые кардиналы на консистории от 19 ноября 2016 года, среди которых был назван и Джозеф Тобин.